# 鳥越裕貴
鳥越 裕貴（とりごえ ゆうき、1991年3月31日 - ）は、日本の俳優。ゴーチ・ブラザーズ所属。

## 来歴
2010年、砂岡事務所に入所する。舞台『イナズマイレブン』半田真一役として本格的に俳優デビュー。以降は主に舞台を中心に活動している。
2019年4月30日、砂岡事務所を退社したことを公式ブログで発表した。公式ブログも5月7日頃に閉鎖。
2019年8月8日、自身のオフィシャルサイトを開設。同時にmitt managementへの所属へも発表された。
2019年秋、ミュージカル『刀剣乱舞』で共演している俳優の丘山晴己と共にアイドルユニット「WINWIN」を結成し、12月13日にデビューデジタルシングル『WINWINマーチ 〜チキュウノミナサマオジャマシマス〜』をリリースした。2020年1月23日にBlu-ray『ハッピー・ビタミンアイドル WINWIN』をリリース。
2024年4月末、契約満了のためmitt managementを退所。同年6月1日、ゴーチ・ブラザーズへの所属を発表。同時に、オフィシャルサイトおよびファンクラブを開設。

## 人物
- 特技は野球[2]・テニス[2]・バスケットボール[2]・大阪弁[2]・ダンス[2]・少林寺拳法[14]・殺陣[14]・アクロバット[14]・一発ギャグ(植田圭輔によると)[15]
- 趣味はサーフィン[16]・サウナ[17]・神社巡り[18]。好きな食べ物は「ポテトチップス しあわせバター」（カルビー）[19]トンテキ。
- ファンや共演者からは「とりちゃん」、「とり」、「ゆうき」などの愛称で親しまれている。
- 学生時代にやっていた部活は、バスケ・テニス・野球。小学生の6年間は父親がコーチをしていた少林寺拳法をやっていた。
- 好きな色は、黄色・黒色・白色・黄緑色・赤色。
- 芸能界に入ったのは、親が劇団（劇団ひまわり）に履歴書送ったのがきっかけ。
- 舞台で共演経験のある廣瀬智紀、太田基裕とは一緒に舞台観劇をするほど仲が良く、普段はツッコミ役として接することが多い[1]。
- 30代になって初めて髪を金髪にした。
- 1番甘いみかんを見つけられる第1回【みかん王】を取得してる。

## 出演

### テレビドラマ
- 華麗なるスパイ 第1話（2009年7月18日、日本テレビ）
- 傍聴マニア09〜裁判長!ここは懲役4年でどうすか〜第8話（2009年12月10日、日本テレビ）
- かたりべさん（2014年8月3日、NHK総合） - 主演：村田慎吾 役[20]
- 風媒花（2016年9月13日 - 2016年10月4日、千葉テレビ） - 矢野真司 役[21]
- 歴史漫才 ヒストリーズ・ジャパン（2017年7月 - 9月、東名阪ネット6） - 大友皇子、松平信綱 役[22]
- サヨナラ、えなりくん 第5話（2017年、テレビ朝日） - 川上 役[23]
- 小山内三兄弟（日本テレビ） - 小山内天授 役
  - 寝ないの？小山内三兄弟（2019年10月 - 12月）[24]
  - ただいま！小山内三兄弟（2020年10月 - 11月） [25]
- パパ、はじめました 第10話（2019年11月、BS日テレ/Yahoo!JAPANネット配信） - 八重樫勉 役（ゲスト）[26]
- 田園ボーイズ（2020年、テレビ神奈川 他） - アラン 役[27]
- あいつが上手で下手が僕で（2021年10月 - 11月、日本テレビ） - 蛇谷明日馬 役[28]
  - あいつが上手で下手が僕で シーズン2（2023年4月26日 - 6月14日、日本テレビ）[29]
  - あいつが上手で下手が僕で -巡巡決勝篇-（2024年7月19日 - 9月6日、日本テレビ）[30]
- お父さん、私、この人と結婚します! 第8話 （2022年12月3日、BS松竹東急 他） - 榎本優一郎 役[31]

### Webドラマ
- リバイスレガシー 仮面ライダーベイル（2022年、東映特撮ファンクラブ） - 伊良部正造[注釈 1] 役[32]
- チバテレビ✕ミクチャ 密室即興ドラマ『代々木一丁目放送局』（2022年11月19日・12月4日）[33]

### 映画
- 僕の初恋をキミに捧ぐ（2009年10月）
- BECK（2010年9月）
- 王様ゲーム（2011年12月）
- 風媒花（2016年10月） - 矢野真司 役
- 桃源郷ラビリンス（2019年） - 主演：吉備桃太郎 役[34]
- 文豪ストレイドッグス BEAST（2022年1月7日） - 中島敦 役[35]
- リバー、流れないでよ（2023年6月23日、トリウッド） - タク 役[36]

### CM
- AOKI「フレッシャーズフェア/スーツデビュー 男子編」

### ネット配信
- ぼくたちのあそびば 〜平成のかけはし〜（2018年12月 - 、日本テレビ・テレビバYouTube配信）[37][38]
- 小山内三兄弟（日本テレビ・テレビバオリジナルドラマYouTube配信） - 小山内天授 役
  - 寝ないの？小山内三兄弟（2019年1月 - ）[39]
    - スピンオフ#12彼氏とお目覚め♡天授編  （2019年4月9日）
    - サイドストーリー「バイトしないの？天授くん」（2019年10月 - ）
- うち劇（SPWN）
  - リブ•リブ•リブ（2020年5月24日）[40]
  - 億秒くんの羨望道中（2020年7月18日）[41]
- 三密回避シチュエーションオムニバス舞台『デジタル本多劇場』紙、投げてもらえませんか？（2020年6月13日、LINE LIVE）[42]
- 中屋敷法仁プレゼンツ 即興監獄 エチュードプリズン（2020年8月1日、シアターコンプレックス）[43]
- 刀剣乱舞 大演練 控えの間（2020年8月11日、DMM.com）[44]

### 舞台
2010年
- イナズマイレブン（9月4日 - 12日） - 半田真一 役

2011年
- 贋作、宮本武蔵（2月18日 - 27日） - 宝蔵院胤舜 役
- ROOM:閉ざされた扉（4月6日 - 10日） - 少年 役
- アンネ（5月3日 - 15日） - ペーター 役
- Axlive（＝Axle×Live）七味のサムライ（6月12日、萬劇場） - アフタートークゲスト
- 祈り（7月21日・22日、Hakuju Hall）
- GOEMON痛快伝（8月31日 - 9月4日）- かんべえ 役
- Memo・Real『メモ・リアル』the THEATER!（9月18日 - 10月2日）
- 男子ing!!（10月14日 - 20日） - 遠藤先生 役
- ジパングパイレーツ（12月21日 - 28日） - セツナ 役

2012年
- ASSH『雷ケ丘に雪が降る』（3月14日 - 18日） - 胤春 役 ほか
- 土御門大路〜陰陽師・安倍晴明と貴船の女〜（能「鉄輪」より）（5月9日 - 19日、渋谷区文化総合センター大和田 さくらホール/5月19日、中日劇場）
- 逆境ナイン（6月2日 - 10日） - 古家秀明 役
- VitaminZ（8月18日 - 28日） - 多智花八雲（） 役
- リーディングドラマ『武士の尾』（9月14日・15日）
- HYBRID PROJECT Vol.9『ウォルター・ミティにさよなら』再演（10月20日 - 11月3日） - 博士 役
- 眠れぬ町の王子様〜prince of the sleepless town〜（11月28日 - 12月2日） - 空 役

2013年
- 弱虫ペダル - 鳴子章吉 役
  - 箱根学園篇 眠れる直線鬼（1月30日 - 2月6日）
  - インターハイ篇 The First Result（8月24日 - 9月8日）

- 千本桜（3月13日 - 24日） - 鏡音錬 役
- 魔劇『今日からマ王！』〜魔王誕生編〜（4月25日 - 5月6日） - 村田健 役
- 超青春合唱コメディ『SING!』（6月5日 - 16日） - 須藤晴樹 役
- のぶニャがの野望（10月2日 - 6日） - ニャしば秀吉 役 
- 歳末明治座 る・フェア 〜年末だよ！みんな集合!!〜（12月21日 - 31日） - 喜三太 役

2014年
- 弱虫ペダル（2月1日 - 6日） - 鳴子章吉 役 
  - 弱虫ペダル インターハイ篇 The Second Order（3月13日 - 30日）

- うさぎレストラン（2月19日 - 24日） - 茜 役
- キタムラ印プロデュース『ハナレウシ』（6月25日 - 29日） - 伊藤俊輔 役
- 刻め、我ガ肌ニ君ノ息吹ヲ（7月16日 - 21日） - ト部 役
- Lenz〜桜の中に隠れた烏〜（8月20日 - 24日） - 霜月紫とW主演
- 遙かなる時空の中で5（9月24日 - 10月1日） - チナミ 役
- 弱虫ペダル 箱根学園篇 野獣覚醒（10月23日 - 11月3日） - 鳴子章吉 役
- 聖☆明治座るの祭典〜あんまりカブると怒られちゃうよ〜（12月19日 - 27日） – 虎之介（清正） 役

2015年
- 弱虫ペダル インターハイ篇 The WINNER（3月6日 - 29日） - 鳴子章吉 役
- ムッシュ・モウソワール『ブラック・ベルト』（5月5日 - 9日）
- 眠れぬ夜のホンキートンクブルース第二章 〜飛躍〜（5月30日 - 6月19日） - ノンノ 役
- OFFICE SHIKA PRODUCE『竹林の人々』（7月30日 - 8月16日）
- 朗読劇『グリムDOWA』（8月29日）
- 弱虫ペダル IRREGULAR 2つの頂上（10月8日 - 11月8日） - 鳴子章吉 役
- 晦日明治座納め・る祭（12月29日 - 2016年1月16日）

2016年
- SHOW BY ROCK!! MUSICAL〜唱え家畜共ッ！深紅色の堕天革命黙示録ッ!!〜（2月11日 - 16日） - ヤイバ 役 
- 弱虫ペダル 総北新世代、始動（3月4日 - 27日） - 鳴子章吉 役
- 絵本合法衢（5月11日 - 15日）
- 劇団鹿殺し『名なしの侍』（7月16日 - 31日） - 三郎 役
- ミュージカル『刀剣乱舞』 - 大和守安定 役
  - 幕末天狼傳（9月24日 - 11月27日）
  - in 嚴島神社（11月12日）
  - 真剣乱舞祭2016（12月13日 - 21日）

2017年
- ミュージカル『刀剣乱舞』 幕末天狼傳 上海公演（1月13日 - 15日） - 大和守安定 役
- 朗読劇 旅猫リポート（1月25日 - 29日） - ナナ・サトル 役
- SENGOKU WARS 〜RU・TENエピソード2〜 猿狸合戦（2月25日・26日）
- TRICKSTER the STAGE（4月） - 小林芳雄 役
- THE FES II-Thousand XVII（5月11日 - 13日）
- ハイスクール!奇面組（6月1日 - 4日） - 物星大 役
- 何はともあれ、聴いてください！（8月10日 - 13日）
- good morning N˚5『豪雪』（9月14日-25日）
- －深淵のCrossAmbivalence－（10月19日 - 29日）
- 文豪ストレイドッグス（12月 - 2018年2月） - 主演：中島敦 役 

2018年
- ミュージカル 『刀剣乱舞』 結びの響、始まりの音（3月24日 - 5月6日） - 大和守安定 役
- THE FES 2018（6月26日・ 27日）
- ハイスクール!奇面組2（8月2日 - 10日） - 物星大 役
- 恋を読む『ぼくは明日、昨日のきみとデートする』（8月27日）
- ―狂騒のBloodyLabyrinth―（8月30日 - 9月17日）
- good morning N˚5『祝杯ハイウェイ』、『看護婦の部屋〜白の魔女〜』（11月10日 - 18日）
- ミュージカル 『刀剣乱舞』 真剣乱舞祭2018（11月24日 - 12月16日） - 大和守安定 役

2019年
- 桃源郷ラビリンス（4月4日 - 14日） - 主演：吉備桃太郎 役
- 文豪ストレイドッグス 三社鼎立（6月 - 7月） - 中島敦 役
- プレイハウス（8月25日 - 9月28日） - 紀美野太陽 役
- レネゲイズ（10月11日 - 15日） - 阿智亮磨 役
- ミュージカル 『刀剣乱舞』 歌合 乱舞狂乱2019（11月24日 - 2020年1月23日） - 大和守安定 役

2020年
- 改竄・熱海殺人事件 モンテカルロ・イリュージョン（3月12日 - 4月12日） - 容疑者大山金太郎 役 
- ミュージカル『刀剣乱舞』幕末天狼傅 再演（9月20日 - 11月23日） - 大和守安定 役

2021年
- ミュージカル『刀剣乱舞』壽 乱舞音曲祭 （1月9日 - 23日） - 大和守安定 役
- 結婚しないの！？小山内三兄弟（3月3日 - 7日） - 小山内天授 役
- 文豪ストレイドッグス DEAD APPLE（4月16日 - 5月5日） - 中島敦 役
- ミュージカル 眠れぬ森のオーバード（8月19日 - 29日、） - 主演：ホムロ 役
- いとしの儚（10月6日 - 17日） - 主演：鈴次郎 役
- あいつが上手で下手が僕で （12月9日 - 26日） - 蛇谷明日馬 役

2022年
- あの日見た花の名前を僕達はまだ知らない。（2月2日 - 6日） - 主演：宿海仁太（じんたん） 役
- ノリウチ！〜カラオケMixalive TOKYO店〜（4月11日より隔週月曜公演） - 鳥谷 役
- ミュージカル『刀剣乱舞』真剣乱舞祭2022（5月8日 - 6月26日） - 大和守安定 役
- 少年社中『クアンタム-TIMESLIP黄金丸-』（8月4日 - 21日）
- 最後の医者は桜を見上げて君を想う（9月8日 - 11日） - 音山春夫 役
- AD-LIVE 2022（9月24日）
- ノリウチ！〜ヒューリックホール東京店〜特別出張編（10月17日）
- good morning N˚5『赤裸裸』（10月27日 - 11月6日）
- プロペラ犬『僕だけが正常な世界』（12月16日 - 25日 ）

2023年
- あいつが上手で下手が僕で らふちゅーぶ 単独ライブ 〜𝗦𝗽𝗮𝗿𝗸!!〜（1月15日）
- 梅棒『曇天ガエシ』（3月10日 - 4月9日）
- 桜姫東文章（5月3日 - 10日）
- 文豪ストレイドッグス 共喰い（6月9日 - 7月2日） - 中島敦 役
- ミュージカル『刀剣乱舞』 ㊇ 乱舞野外祭（）（9月17日 - 24日） - 大和守安定 役
- ビロクシー・ブルース（11月3日 - 19日） - セルリッジ 役
- 演劇ドラフトグランプリ 2023（12月5日） - 劇団「国士無双」 

2024年
- 笑わせんな（2月8日 - 18日） - 山田 役
- 鴨川ホルモー、ワンスモア（4月12日 - 5月4日） - 高村幸一 役
- 熱海連続殺人事件 モンテカルロ・イリュージョン（7月5日 - 22日） - 大山金太郎 役

2025年
- GORCH BROTHERS PRESENTS『極めてやわらかい道』（3月25日 - 30日）
- ミュージカル『刀剣乱舞』目出度歌誉花舞 十周年祝賀祭（7月29日・30日、東京ドーム） - 大和守安定 役
- エグ女2025（10月3日 - 5日〈予定〉）
- 梅棒 20th Breakdown『FINAL JACKET』（11月19日〈予定〉）

2026年
- 舞台『お梅は呪いたい』（2月6日 - 19日〈予定〉）

### テレビ番組
- 2.5次元男子推しTV シーズン2 第3回（2018年1月14日、WOWOW） - ゲスト出演[157]
- HAPI♥TRIPPER（ハピ♥トリ）（2018年10月- 12月、TOKYO MX ほか）[158]
- ヒルナンデス！（2019年2月1日・6月11日・12月24日、日本テレビ）
- 栄子と直美のワーキングブルース（2019年2月24日、日本テレビ） - 番組内ドラマパート出演[159]
- 演劇人は、夜な夜な、下北の街で呑み明かす… 第二十一夜（2019年3月30日・31日、BSスカパー!）[160]
- スッキリ・バゲット（2019年10月15日、日本テレビ）
- 音ボケPOPS （2020年3月7日・5月23日、TOKYO MX）
- The Gift-大切なあなたへ-（2021年2月22日、日本テレビ）
- ごはんジャパン（2021年7月10日、テレビ朝日） - レポーター[161]
- ARAMAKINGDOM あらまき王子のお助け戦記（2021年、TBSチャンネル2） - ナレーター
- 佐藤流司『流』（2021年12月25日、フジテレビTWO）[162]
- 藤田玲の#カモマイ（2022年1月、TOKYO MX ほか）[163]
- カメラ男子 プチ旅行記 シーズン２〜小豆島編〜（2022年、テレ玉 ほか）[164]
- 沼にハマってきいてみた（2022年6月27日、NHK Eテレ）[17]
- アプリ学院（2022年7月5日、BS11） - ゲスト出演[165]
- 植田鳥越 口は○○のもとTV（2022年7月 - 12月、BS11）[166]
  - シーズン2（2023年7月 - 、BS11）[167]
- 趣味どきっ！ 刀剣Lovers入門 八の剣（2022年11月23日、NHK Eテレ）[168][169]

### テレビアニメ
- 闇芝居（2016年、テレビ東京）[170]
- 戦国鳥獣戯画（2016年 - 2017年）[171]

### イベント
- 鳥越裕貴×池谷友秀 写真展  -TSUKUYOMI- （2020年10月31日 - 11月8日、tokyoarts gallery）[172]
- ACTORS☆LEAGUE
  - ACTORS☆LEAGUE 2021（2021年7月20日、東京ドーム） - ハッスル賞獲得[173]
  - ACTORS☆LEAGUE in Baseball 2022（2022年8月22日、東京ドーム ） - MVP [174]
  - ACTORS☆LEAGUE in Basketball 2022（2022年10月11日、東京体育館） - サプライズゲスト[175]
  - ACTORS☆LEAGUE in Baseball 2023（2023年7月3日、東京ドーム） [176]
  - ACTORS☆LEAGUE in Futsal 2025（2025年10月7日〈予定〉、東京体育館 メインアリーナ）[177]
- 植田鳥越 口は○○のもと
  - 植田鳥越『口は○○のもと』（2021年9月20日、ニッショーホール）[178]
  - 二束三文（2022年3月28日、有楽町朝日ホール）
  - 三日坊主（2022年6月29日、松下IMPホール）
  - 四面楚歌/若俳たちの関ヶ原（2022年10月1日、ヒューリックホール東京）[179]
  - 五臓六腑 （2023年1月23日）
  - 第6.5弾 公開収録もあるよ（2023年9月25日、I’M A SHOW）[180]

### LIVE
- WINWIN ファーストライブ -ビタミン投入祭- チキュウノミナサマハッピー細胞パーティー（2020年11月29日）[181]
- WINWINセカンドライブ -ビタミン投入祭- チキュウノミナサマハッピー細胞パーティー2（2021年7月）[182]
- WINWINサードライブ -ビタミン投入祭- チキュウノミナサマハッピー細胞パーティー3（2022年10月9日・11月12日）[183]

### ミュージックビデオ
- かむろ8『スパイなスパイス』（2013年）[MV 1]
- つついづつ『TOP OF THE HYOTAN』（2014年）[MV 2]
- ACTORS☆LEAGUE 2021『- D.B. Go For It -』（2021年） - DIAMOND BEARS チームソング[MV 3]

### デジタルコミック
- 15歳、今日から同棲はじめます。 - 向奏志 役[184]（声の出演）

### その他
- 中野ブロードウェイ50周年記念企画PRIME☆STAR - 白金陸人 役[185]

## ディスコグラフィ
| リリース      | タイトル | 収録曲                                                                        | 備考             |
| シングル      | シングル | シングル                                                                      | シングル         |
| ------------- | -------- | ----------------------------------------------------------------------------- | ---------------- |
| 2018年7月18日 | RISER    | 1. RISER 2. COLORS 3. トークパート 4. RISER（カラオケ） 5. COLORS（カラオケ） | [ MV 4 ] [ 186 ] |

## 書籍

### 写真集
- 写真集『2.5次元男子』（2015年10月17日、小学館） - 廣瀬智紀・太田基裕・佐藤流司・松下優也と合同[187]
- 別冊月刊鳥越裕貴（2018年8月19日、イーネットフロンティア、撮影：小林裕和）[188]
- 鳥越裕貴アーティストブック COLORS（2020年8月23日、ヤマハミュージックエンタテインメントホールディングス）ISBN 978-4-636-96424-0

### 関連書籍
- おーちようこ『舞台男子 the document』（2017年4月7日、KADOKAWA）ISBN 978-4-04-105210-5
- ニノダン -From Home To Stage-（2020年、ロングランプランニング）[189]
- ニノダン+（プラス） -Power of the Stage-（2021年、ロングランプランニング）[190]